# Tina!: 50th Anniversary Tour
Tina!: 50th Anniversary Tour war die elfte und letzte weltweite Konzerttournee der Sängerin Tina Turner, die sie in den Jahren 2008 und 2009 absolvierte und sich im Anschluss daran endgültig aus dem Musikgeschäft zurückzog. Gleichzeitig beging sie mit der Tour das 50-jährige Jubiläum ihrer 1958 begonnenen Karriere.

## Hintergrund
Am 10. Februar 2008 hatte Tina Turner anlässlich der 50. Grammy Awards ihren ersten Fernsehauftritt seit einigen Jahren und sang ihre Hits What’s Love Got to Do with It und Better Be Good to Me, sowie Proud Mary im Duett mit Beyoncé. Am selben Abend erhielt Turner eine Auszeichnung für ihren Beitrag zu River: The Joni Letters, einem Joni-Mitchell-Tributalbum von Herbie Hancock, auf dem sie das Lied Edith and the Kingpin gesungen hatte. Einige Monate später war Turner gemeinsam mit Cher zu Gast in der Oprah Winfrey Show, in der beide Sängerinnen über ihre gemeinsame Auftrittsgeschichte sprachen. Dabei kündigte Turner an, dass sie eine neue Welttournee planen würde. Sie sagte, es sei der beste Zeitpunkt für sie, auf Tournee zu gehen, da ihre Kollegen auf Tournee gute Leistungen zeigten, außerdem wolle sie es tun, bevor es zu spät sei. Anschließend gab Turner an, die Schauspielerin und Freundin Sophia Loren habe ihr vorgeschlagen, ihren Rücktritt nach der erfolgreichen Twenty Four Seven Tour im Jahr 2000 noch einmal zu überdenken, da ihre Fans sie wiedersehen wollten. Auch die überwältigende Resonanz auf ihren Grammy-Auftritt habe sie darin bestärkt, auf die Bühne zurückzukehren. Dazu Turner:
„Ich war bei der Armani-Show in Mailand und habe mich gerade mit Sophia Loren unterhalten. Ich sagte ihr, dass ich eine Pause mache. Sie fragte ‚Wie lange?‘ … Ich sagte: ‚Oh, sieben Jahre.‘ Sie sagte: ‚Pause vorbei. Die Leute wollen dich sehen. Geh zurück an die Arbeit.‘ […] Als ich nach meinem Auftritt bei den Grammys wieder zu Hause in Zürich war, kamen die Leute im Restaurant, auf der Damentoilette, auf der Straße … überall auf mich zu. Ich bekam viele kleine Zettel und Servietten mit Notizen von Fans. Einige von ihnen waren so berührt über mein Leben oder wie meine Lieder ihnen geholfen hätten. Jedes Mal behielt ich die Notiz … und plötzlich war da ein Stapel. Ich rief meinen Manager an und sagte: ‚Es ist Zeit!‘“
Ursprünglich unter dem Motto Tina!: Live in Concert geplant, beschloss Tina Turner anlässlich ihres 50-jährigen Karrierejubiläums das Motto in Tina!: 50th Anniversary Tour umzubenennen: 1958 war Turner im Club Imperial in St. Louis erstmalig mit ihrem späteren Ehemann Ike Turner und seinen Kings of Rhythm aufgetreten.
Während sie die Tour in The Early Show bewarb, erklärte Turner, sie sei bereit, nach Amerika zurückzukehren und in vertrauten Städten aufzutreten. Anschließend sagte sie, sie wolle die Tour im Staat Missouri beginnen, da dort ihre Musikkarriere begonnen habe. Die Proben für die Tour begannen Ende September 2008 im Sprint Center in Kansas City, wo die Tournee am 1. Oktober 2008 auch begann. Turner gewährte Access Hollywood einen exklusiven Blick hinter die Kulissen der Proben und eines Fotoshootings für die Tour und die kommende Hit-Kompilation Tina!. Die Tour war von Anfang an ein Erfolg, da viele Shows innerhalb weniger Minuten ausverkauft waren, woraufhin Turner weitere Termine für Nordamerika und Europa ankündigte.
Mit der Tour setzte Tina Turner ihren Erfolg bei den Konzertverkäufen fort. Der nordamerikanische Teil der Tour beinhaltete 37 ausverkaufte Vorstellungen und spielte über 47,7 Millionen Dollar ein – und wurde damit 2008 zu einer der erfolgreichsten Konzerttourneen auf dem nordamerikanischen Kontinent. Der Erfolg setzte sich für den europäischen Teil fort. Turner spielte 53 ausverkaufte Vorstellungen und verdiente über 84,8 Millionen Dollar – und wurde damit zur neunterfolgreichsten Tour des Jahres 2009. Die Tour wurde insgesamt von über einer Million Zuschauern gesehen und brachte über 130 Millionen Dollar ein. Die Konzerte erhielten zusätzliche Auszeichnungen und wurden mit einem „Excellence Award“ des Live Design Magazine ausgezeichnet. Einmal mehr behauptete sich Turner mit dieser Tournee als einer der größten Publikumsmagneten in der Rockgeschichte. Am 5. Mai 2009 gab sie in Sheffield ihr Abschlusskonzert und ging danach im Alter von 69 Jahren endgültig in den Ruhestand. Bis zu ihrem Tod am 24. Mai 2023 veröffentlichte die bekennende Buddhistin Turner mit der Beyond-Trilogie noch drei Alben mit spirituellen Gesängen aus dem Christentum und dem Buddhismus.

## Liveaufnahmen
Unter dem Titel Tina Live erschien im September 2009 ein Zusammenschnitt zweier Konzerte im niederländischen Arnhem am 21. und 22. März 2009 als gemeinsame CD- und DVD-Veröffentlichung. Während die CD nur ausgewählte Lieder enthält, ist auf der DVD die komplette Show zu sehen. Im selben Jahr erschien der Konzertfilm in Mexiko auch auf Blu-ray, auf der jedoch vier der gespielten Lieder fehlen.

## Setlist

### Beispiel-Setlist
- Steamy Windows
- Typical Male
- River Deep – Mountain High
- What You Get Is What You See
- Better Be Good to Me
- Acid Queen
- What’s Love Got to Do with It
- Private Dancer
- We Don’t Need Another Hero
- Help!
- Let’s Stay Together
- Undercover Agent for the Blues
- I Can’t Stand the Rain
- Jumpin’ Jack Flash/It’s Only Rock ’n Roll (But I Like It)
- GoldenEye
- Addicted to Love
- The Best
- Proud Mary
- Nutbush City Limits
- Be Tender with Me Baby

## Tourdaten
| Nr.                 | Datum               | Stadt               | Land                | Veranstaltungsort                 | Anmerkungen                 |
| Leg 1 – Nordamerika | Leg 1 – Nordamerika | Leg 1 – Nordamerika | Leg 1 – Nordamerika | Leg 1 – Nordamerika               | Leg 1 – Nordamerika         |
| ------------------- | ------------------- | ------------------- | ------------------- | --------------------------------- | --------------------------- |
| 1                   | 1. Oktober 2008     | Kansas City         | Vereinigte Staaten  | Sprint Center                     |                             |
| 2                   | 3. Oktober 2008     | Chicago             | Vereinigte Staaten  | United Center                     |                             |
| 3                   | 4. Oktober 2008     | Chicago             | Vereinigte Staaten  | United Center                     |                             |
| 4                   | 6. Oktober 2008     | Rosemont            | Vereinigte Staaten  | Allstate Arena                    |                             |
| 5                   | 8. Oktober 2008     | Kansas City         | Vereinigte Staaten  | Sprint Center                     |                             |
| 6                   | 9. Oktober 2008     | Minneapolis         | Vereinigte Staaten  | Target Center                     |                             |
| 7                   | 13. Oktober 2008    | Los Angeles         | Vereinigte Staaten  | Staples Center                    |                             |
| 8                   | 14. Oktober 2008    | Anaheim             | Vereinigte Staaten  | Honda Center                      |                             |
| 9                   | 16. Oktober 2008    | Los Angeles         | Vereinigte Staaten  | Staples Center                    |                             |
| 10                  | 19. Oktober 2008    | San Jose            | Vereinigte Staaten  | HP Pavilion at San Jose           |                             |
| 11                  | 20. Oktober 2008    | San Jose            | Vereinigte Staaten  | HP Pavilion at San Jose           |                             |
| 12                  | 22. Oktober 2008    | Sacramento          | Vereinigte Staaten  | ARCO Arena                        |                             |
| 13                  | 24. Oktober 2008    | Glendale            | Vereinigte Staaten  | Jobing.com Arena                  |                             |
| 14                  | 26. Oktober 2008    | Dallas              | Vereinigte Staaten  | American Airlines Center          |                             |
| 15                  | 27. Oktober 2008    | Houston             | Vereinigte Staaten  | Toyota Center                     |                             |
| 16                  | 30. Oktober 2008    | Miami               | Vereinigte Staaten  | American Airlines Arena           |                             |
| 17                  | 2. November 2008    | Sunrise             | Vereinigte Staaten  | BankAtlantic Center               |                             |
| 18                  | 5. November 2008    | Orlando             | Vereinigte Staaten  | Amway Arena                       |                             |
| 19                  | 9. November 2008    | Atlanta             | Vereinigte Staaten  | Philips Arena                     |                             |
| 20                  | 10. November 2008   | Atlanta             | Vereinigte Staaten  | Philips Arena                     |                             |
| 21                  | 13. November 2008   | Toronto             | Kanada              | Air Canada Centre                 |                             |
| 22                  | 16. November 2008   | Boston              | Vereinigte Staaten  | TD Banknorth Garden               |                             |
| 23                  | 17. November 2008   | Boston              | Vereinigte Staaten  | TD Banknorth Garden               |                             |
| 24                  | 20. November 2008   | Auburn Hills        | Vereinigte Staaten  | Palace of Auburn Hills            |                             |
| 25                  | 23. November 2008   | Washington, D.C.    | Vereinigte Staaten  | Verizon Center                    |                             |
| 26                  | 24. November 2008   | Washington, D.C.    | Vereinigte Staaten  | Verizon Center                    |                             |
| 27                  | 26. November 2008   | Newark              | Vereinigte Staaten  | Prudential Center                 |                             |
| 28                  | 27. November 2008   | Newark              | Vereinigte Staaten  | Prudential Center                 |                             |
| 29                  | 29. November 2008   | Philadelphia        | Vereinigte Staaten  | Wachovia Spectrum                 |                             |
| 30                  | 1. Dezember 2008    | New York City       | Vereinigte Staaten  | Madison Square Garden             |                             |
| 31                  | 3. Dezember 2008    | Uniondale           | Vereinigte Staaten  | Nassau Veterans Memorial Coliseum |                             |
| 32                  | 4. Dezember 2008    | Uniondale           | Vereinigte Staaten  | Nassau Veterans Memorial Coliseum |                             |
| 33                  | 6. Dezember 2008    | Hartford            | Vereinigte Staaten  | XL Center                         |                             |
| 34                  | 8. Dezember 2008    | Montréal            | Kanada              | Centre Bell                       |                             |
| 35                  | 10. Dezember 2008   | Montréal            | Kanada              | Centre Bell                       |                             |
| 36                  | 12. Dezember 2008   | Toronto             | Kanada              | Air Canada Centre                 |                             |
| 37                  | 13. Dezember 2008   | Toronto             | Kanada              | Air Canada Centre                 |                             |
| Leg 1 – Europa      |                     |                     |                     |                                   |                             |
| 38                  | 14. Januar 2009     | Köln                | Deutschland         | Lanxess Arena                     |                             |
| 39                  | 15. Januar 2009     | Köln                | Deutschland         | Lanxess Arena                     |                             |
| 40                  | 18. Januar 2009     | Köln                | Deutschland         | Lanxess Arena                     |                             |
| 41                  | 19. Januar 2009     | Köln                | Deutschland         | Lanxess Arena                     |                             |
| 42                  | 22. Januar 2009     | Antwerpen           | Belgien             | Sportpaleis                       |                             |
| 43                  | 23. Januar 2009     | Antwerpen           | Belgien             | Sportpaleis                       |                             |
| 44                  | 26. Januar 2009     | Berlin              | Deutschland         | O2 World                          |                             |
| 45                  | 27. Januar 2009     | Berlin              | Deutschland         | O2 World                          |                             |
| 46                  | 30. Januar 2009     | Hamburg             | Deutschland         | Color Line Arena                  |                             |
| 47                  | 31. Januar 2009     | Hamburg             | Deutschland         | Color Line Arena                  |                             |
| 48                  | 3. Februar 2009     | Hamburg             | Deutschland         | Color Line Arena                  |                             |
| 49                  | 4. Februar 2009     | Hannover            | Deutschland         | TUI Arena                         |                             |
| 50                  | 7. Februar 2009     | Wien                | Osterreich          | Stadthalle                        |                             |
| 51                  | 8. Februar 2009     | Wien                | Osterreich          | Stadthalle                        |                             |
| 52                  | 11. Februar 2009    | Antwerpen           | Belgien             | Sportpaleis                       |                             |
| 53                  | 12. Februar 2009    | Antwerpen           | Belgien             | Sportpaleis                       |                             |
| 54                  | 15. Februar 2009    | Zürich              | Schweiz             | Hallenstadion                     |                             |
| 55                  | 16. Februar 2009    | Zürich              | Schweiz             | Hallenstadion                     |                             |
| 56                  | 19. Februar 2009    | Mannheim            | Deutschland         | SAP Arena                         |                             |
| 57                  | 20. Februar 2009    | Mannheim            | Deutschland         | SAP Arena                         |                             |
| 58                  | 23. Februar 2009    | München             | Deutschland         | Olympiahalle                      |                             |
| 59                  | 24. Februar 2009    | München             | Deutschland         | Olympiahalle                      |                             |
| 60                  | 27. Februar 2009    | München             | Deutschland         | Olympiahalle                      |                             |
| 61                  | 28. Februar 2009    | München             | Deutschland         | Olympiahalle                      |                             |
| 62                  | 3. März 2009        | London              | England             | The O2 Arena                      |                             |
| 63                  | 4. März 2009        | London              | England             | The O2 Arena                      |                             |
| 64                  | 7. März 2009        | London              | England             | The O2 Arena                      |                             |
| 65                  | 8. März 2009        | London              | England             | The O2 Arena                      |                             |
| xx                  | 11. März 2009       | London              | England             | The O2 Arena                      | verlegt auf den 3. Mai 2009 |
| xx                  | 12. März 2009       | Sheffield           | England             | Sheffield Arena                   | verlegt auf den 5. Mai 2009 |
| 66                  | 16. März 2009       | Paris               | Frankreich          | Palais Omnisport de Bercy         |                             |
| 67                  | 17. März 2009       | Paris               | Frankreich          | Palais Omnisport de Bercy         |                             |
| 68                  | 21. März 2009       | Arnhem              | Niederlande         | GelreDome                         |                             |
| 69                  | 22. März 2009       | Arnhem              | Niederlande         | GelreDome                         |                             |
| 70                  | 26. März 2009       | Dublin              | Irland              | The O2                            |                             |
| 71                  | 27. März 2009       | Dublin              | Irland              | The O2                            |                             |
| 72                  | 30. März 2009       | Manchester          | England             | Manchester Evening News Arena     |                             |
| 73                  | 31. März 2009       | Manchester          | England             | Manchester Evening News Arena     |                             |
| 74                  | 3. April 2009       | Manchester          | England             | Manchester Evening News Arena     |                             |
| 75                  | 4. April 2009       | Manchester          | England             | Manchester Evening News Arena     |                             |
| 76                  | 7. April 2009       | Birmingham          | England             | National Indoor Arena             |                             |
| 77                  | 8. April 2009       | Birmingham          | England             | National Indoor Arena             |                             |
| 78                  | 11. April 2009      | Dublin              | Irland              | The O2                            |                             |
| 79                  | 12. April 2009      | Dublin              | Irland              | The O2                            |                             |
| 80                  | 17. April 2009      | Fornebu             | Norwegen            | Telenor Arena                     |                             |
| 81                  | 19. April 2009      | Stockholm           | Schweden            | Ericsson Globen                   |                             |
| 82                  | 20. April 2009      | Stockholm           | Schweden            | Ericsson Globen                   |                             |
| 83                  | 23. April 2009      | Helsinki            | Finnland            | Hartwall Areena                   |                             |
| 84                  | 24. April 2009      | Helsinki            | Finnland            | Hartwall Areena                   |                             |
| 85                  | 27. April 2009      | Prag                | Tschechien          | O2 Arena                          |                             |
| 86                  | 29. April 2009      | Paris               | Frankreich          | Palais Omnisport de Bercy         |                             |
| 87                  | 30. April 2009      | Antwerpen           | Belgien             | Sportpaleis                       |                             |
| 88                  | 2. Mai 2009         | Arnhem              | Niederlande         | GelreDome                         |                             |
| 89                  | 3. Mai 2009         | London              | England             | The O2 Arena                      |                             |
| 90                  | 5. Mai 2009         | Sheffield           | England             | Sheffield Arena                   |                             |

## Band
- Tina Turner: Gesang
- Jack Bruno: Schlagzeug
- Laurie Wisefield: Gitarre, Hintergrundgesang
- John Miles: Gitarre, Hintergrundgesang
- Warren McRae: Bass
- Euge Groove: Percussion, Saxophon
- Ollie Marland: Keyboards, Hintergrundgesang, musikalische Leitung
- Joel Campbell: Keyboards, Hintergrundgesang
- Stacy Campbell: Hintergrundgesang